# Як я спала на сені
Як я спала на сені — це міні-альбом гурту «Плач Єремії», випущений 2000 року.

## Композиції
1. Як я спала на сені...
2. Колискова
3. Клітка з левом
4. Ті, що забули...
5. Світло і сповідь (III) (Ти не маєш довкола свічадонька жодного...)
6. Так спроквола надходить